# Sindümúzeum
A veleméri Sindümúzeum magánkézben lévő nonprofit néprajzi gyűjtemény, amely az Őrség népművészeti emlékeit mutatja be, különös tekintettel a jeleket hordozó alkotásokra. A múzeum csak előzetes bejelentkezés után látogatható.

## Története
A múzeumot Varga Géza alapította. A kiállítás kezdetben csak időszakosan volt megtekinthető az őrségi „Nyitott porták” rendezvény keretében.
A kiállításnak helyet adó házban száz évvel ezelőtt Tóth Sándor gerencsér (őrségi fazekas) lakott, aki 
a tetőcserepeket is készítette, köztük az ottani szálláshelynek nevet adó és a ház ormán látható kis cserépmadarat.[forrás?] A Sindümúzeum kezdetét jelentő néprajzi anyag az egykori Tóth-porta hátramaradt tárgyaiból alakult ki az 1990-es években.[forrás?]
A portán lévő épületek tetőzetéből kb. száz rajzos sindü került elő, további százat pedig Velemér lakosaitól kapott a múzeumalapító. Az Írástörténeti Kutatóintézet által támogatott kutatótáborok során fellelt további tárgyakkal együtt idővel olyan néprajzi anyag gyűlt össze, amely indokolta a kollekció kiállítását. Erre különösen azért volt szükség, mert a magyar néprajztudomány számára (Nagy Zoltán megyei múzeumigazgató néhány cikkét leszámítva) lényegében ismeretlen a rajzos sindük műfaja.

## Tárgyai
A múzeumnak nevet adó „sindü” szó a zsindely helyi megfelelője,[forrás?] de nem fazsindelyt, hanem házilag készített tetőcserepet jelent. A néprajztudomány előtt lényegében ismeretlen rajzos sindükből a Sindümúzeumban néhány tucat tekinthető meg, és több száz sindü látható rajzon vagy fényképen.
A sindükön kívül elsősorban az őrségi fazekasok által készített régi és új cserépedények láthatók az állandó kiállításon. A kiállítást gyarapítja a Magyarszombatfán évente megrendezett Fazekasnapok legszebb edényei közül is néhány (az őrségi fazekasokon túl például Czibor Imre alsópáhoki és Farkas Gábor békéscsabai mesterek alkotásai).
A múzeumban megtekinthető a vidék legkorábbi, ismert égetett agyagtárgyának, a 7500 éves szentgyörgyvölgyi tehénszobor hiteles másolata.
Ezeken kívül néhány bútor és más műtárgy is gazdagítja az állandó kiállítás anyagát: megtekinthető például az ötven évvel korábban e házban élt Gyenese Botfaragó Gyula fafaragó néhány személyes tárgya is, és az alkotásairól készített fényképek.

## A múzeum programja
A Sindümúzeum informális munkakapcsolatot tart fenn az őriszentpéteri tájmúzeummal, a körmendi Vármúzeummal és a szombathelyi Savaria múzeummal is.[forrás?] Kiállításának anyagáról már diplomamunka is készült.[forrás?]
A múzeum alapvető feladatának az őrségi és általában a magyar népi jelkincs feltérképezését, megértését és bemutatását látja. Másodlagos célkitűzés, hogy bemutatásra kerüljön a kőkorban itt élt emberek kultúrája.